# Miasto metropolitalne Neapol
Miasto metropolitalne Neapol (wł. Città metropolitana di Napoli) – miasto metropolitalne we Włoszech, z siedzibą zlokalizowaną w Neapolu.
Weszło w życie z dniem 8 kwietnia 2014 roku i zastąpiło prowincję Neapol.
Liczba gmin: 92.